# José Soto Rivera
José Ramón Soto Rivera (17 de diciembre de 1943-27 de diciembre de 2021), más conocido como Chemo Soto, fue un político puertorriqueño que fue alcalde de Canóvanas de 1993 a 2014 y miembro del Partido Nuevo Progresista.

## Primeros años y trabajo
Nació en Loíza (Puerto Rico) de Ramón Soto Segarra y Rosa Rivera Carrión. Fue el sexto de los once hijos nacidos de la pareja. Soto inició sus estudios en la escuela primaria Cambalache, luego asistió a la Escuela Secundaria Eugenio María de Hostos y a la Secundaria Andrés Flores López en Canóvanas (Puerto Rico).
Sirvió con el ejército de los Estados Unidos en la guerra de Vietnam. Después de su servicio militar se convirtió en oficial de policía en el Departamento de Policía de Puerto Rico. Soto también estudió en Puerto Rico Junior College completando una licenciatura en Criminología. También completó un grado asociado en Economía y Educación Física de la Universidad Interamericana de Puerto Rico.
En 1978 comenzó a trabajar como investigador privado para varias instituciones bancarias como First Federal Savings Bank, Banco de Ponce y Best Finance. De igual manera se involucró en el campo deportivo de la ciudad y finalmente se convirtió en un líder de la comunidad. Esto lo llevó a buscar un cargo público en 1992.

## Carrera política
Comenzó su mandato como alcalde de Canóvanas cuando fue elegido en las elecciones generales puertorriqueñas de 1992. Venció a los candidatos Estéban Meléndez (PPD) y Eduardo Betancourt (PIP) para ganar el escaño. Fue reelegido cinco veces consecutivas (1996, 2000, 2004, 2008 y 2012), lo que lo convirtió en uno de los alcaldes con más antigüedad en la isla.
Durante su tiempo en el cargo se hizo conocido por su ferviente creencia en la existencia del Chupacabras. Desde la década de 1990, Soto afirmó que la criatura mítica vagaba por los terrenos de Canóvanas. Desde entonces organizó varias expediciones para buscarlo, sin éxito.
En 2014 anunció su intención de retirarse de la política. Fue sucedido como alcalde por su hija, Lornna Soto. Sin embargo, al año siguiente, Soto anunció que aspiraría a un escaño en el Senado de Puerto Rico, pero fue derrotado en las primarias de 2016.

## Vida personal y muerte
Tuvo nueve hijos de varias relaciones. Una de sus hijas, Lornna Soto, era senadora puertorriqueña y finalmente lo sucedió como alcalde de Canóvanas. Ella fue producto de su relación con Delia "Niní" Villanueva. Entre sus otros hijos se encuentran Cristal y Christian "Chemito" Soto Mujica.
En 2012 Christian se declaró culpable de los cargos de tráfico de drogas en la Corte Federal de los Estados Unidos.
A partir de 2021, "Chemo" Soto estaba en una relación con Crucita Rentas.
Finalmente falleció el 27 de diciembre de 2021 a los 78 años.

## Legado
Una escuela secundaria en el barrio San Isidro de Canóvanas fue nombrada en su honor como la "Escuela Secundaria José Ramón Soto Rivera".